# Sebastian Graf von Kielmansegg
Sebastian Graf von Kielmansegg (* 1972 in Bergisch Gladbach) ist ein deutscher Jurist und Hochschullehrer an der Christian-Albrechts-Universität zu Kiel.

## Leben
Graf von Kielmansegg ist das jüngste Kind von Peter Graf von Kielmansegg und Enkelsohn von Johann Adolf Graf von Kielmansegg.
Nach Abitur und Wehrdienst studierte Graf von Kielmansegg ab 1993 Rechtswissenschaften und Geschichte an den Universitäten Freiburg im Breisgau, Edinburgh und Heidelberg. In Heidelberg legte er 1999 sein Erstes Juristisches Staatsexamen ab. Es folgte das Referendariat am Hanseatischen Oberlandesgericht Hamburg, das er 2001 mit dem Zweiten Staatsexamen abschloss. Anschließend arbeitete er zunächst als wissenschaftlicher Mitarbeiter von Eibe Riedel an der Universität Mannheim, ab 2004 als dessen wissenschaftlicher Assistent. 2005 promovierte er bei Riedel in Mannheim zum Dr. iur. Diese Arbeit wurde mit dem Preis der Fakultät für herausragende rechtswissenschaftliche Arbeiten ausgezeichnet. 2012 habilitierte Graf von Kielmansegg sich in Mannheim und erhielt die venia legendi für die Fächer Öffentliches Recht, Europa- und Völkerrecht, Medizinrecht und Rechtsvergleichung.
Es folgten Lehrstuhlvertretungen an den Universitäten Berlin, Augsburg und Düsseldorf. Von 2013 bis 2014 hatte er den HEUSSEN-Stiftungslehrstuhl für Öffentliches Recht, Europarecht, Recht der erneuerbaren Energien und Medizinrecht an der EBS Universität Wiesbaden inne. Seit August 2014 ist Graf von Kielmansegg Inhaber des Lehrstuhls für Öffentliches Recht und Medizinrecht und Direktor des Instituts für Öffentliches Wirtschaftsrecht an der Universität Kiel. Seit 2013 ist er zudem Mitglied der Wissenschaftlichen Kommission „Wissenschaftsethik“ der Leopoldina. 2020 gründete er gemeinsam mit Saskia Lettmaier, Susanne Gössl und Rudolf Meyer-Pritzl das Zentrum für Gesundheitsrecht.
Graf von Kielmansegg ist Mitglied des Vorstandes der Deutschen Gesellschaft für Wehrrecht und Humanitäres Völkerrecht.

## Veröffentlichungen (Auswahl)
- Die Verteidigungspolitik der Europäischen Union. Eine rechtliche Analyse. Boorberg, Stuttgart 2005, ISBN 978-3-415-03565-2 (Dissertation).
- Grundrechte im Näheverhältnis. Eine Untersuchung zur Dogmatik des Sonderstatusverhältnisses. Mohr Siebeck, Tübingen 2012, ISBN 978-3-16-152247-5 (Habilitationsschrift).